# Brigada de Investigaciones de Resistencia
La Dirección de Investigaciones de Resistencia, inicialmente Brigada de Investigaciones, de la Policía de la Provincia del Chaco (Argentina) funcionó como un centro clandestino de detención entre 1975 y 1978, en el el terrorismo de Estado ejercido antes y durante la dictadura autodenominada «Proceso de Reorganización Nacional» bajo el gobierno de la Junta Militar.
Tuvo dos sitios de asiento, uno en calle Juan B. Justo n.º 473 y otro en calle Marcelo T. de Alvear n.º 32, ciudad de Resistencia, provincia del Chaco. Dependía de la gobernación de la provincia, a través de la policía provincial; y estaba en el Área 233, a cargo del Grupo de Artillería 7 del Ejército Argentino, dependiente de la VII Brigada de Infantería (Subzona 23), II Cuerpo de Ejército (Zona de Defensa II).
En 1976 pasó de brigada de investigaciones a dirección de investigaciones.

## Procesos judiciales
El 13 de diciembre de 2010 el Tribunal Oral en lo Criminal Federal de Resistencia condenó a militares y policías a diferentes penas de entre 15 y 25 años de prisión, por delitos de lesa humanidad.